# Dicranomyia kowinka
Dicranomyia kowinka là một loài ruồi trong họ Limoniidae. Chúng phân bố ở miền Australasia.